# Hangzhou Tianlong
Hangzhou Tianlong (chiń. 杭州天龍; pinyin Hángzhōu Tiānlóng; kor. 항주천룡 Hangju Ch'ŏnnyong; jap. Kōshū Tenryū; wiet. Hàng Châu Thiên Long; ur. VIII wiek, zm. IX wiek) – chiński mistrz chan z południowej szkoły chan.

## Życiorys
Był uczniem mistrza chan Dameia Fachanga.
Mnich spytał: „Jak ktoś może uciec z trzech światów?”
Tianlong powiedział: „Gdzie jesteś właśnie teraz?”
Hangzhou Tianlong wszedł do sali i przemówił do mnichów tymi słowami: „Do wszystkich! Nie czekajcie na mnie abym tu przychodził, tak żebyście wy mogli przychodzić tu, lub na mnie wracającego, tak, abyście wy mogli wracać. Każdy z was już posiada ocean wspaniałego skarbu natury i jest w pełni wyposażony w moralne zasługi i przenikające oświecenie. Każdy z was podziela to! Trzymajcie się!”
- Mistrz ten występuje w 3 gong’anie z Wumenguan.

## Linia przekazu Dharmy zen
Pierwsza liczba oznacza liczbę pokoleń mistrzów od 1 Patriarchy indyjskiego Mahakaśjapy.
Druga liczba oznacza liczbę pokoleń od 28/1 Bodhidharmy, 28 Patriarchy Indii i 1 Patriarchy Chin.
- 33/6. Huineng (638–713)
  - 34/7. Nanyue Huairang (677–744)
    - 35/8. Mazu Daoyi (707–788)
      - 36/9. Damei Fachang (752–839)
        - 37/10. Hangzhou Tianlong (bd)
          - 38/11. Jinhua Juzhi (bd)